# Ernst Robert Curtius
Ernst Robert Curtius (Thann, 14 d'abril de 1886 - Roma, 19 d'abril 1956) fou un estudiós de la literatura, filòleg, crític literari i romanista alemany, conegut sobretot pel seu estudi de 1948 Europäische Literatur und lateinisches Mittelalter, traduït com Literatura europea i Edat Mitjana llatina.

## Biografia
Curtius era alsacià; va néixer a Thann en una família del nord d'Alemanya; Ernst Curtius, el seu avi, i Georg Curtius, el seu besoncle, eren ambdós estudiosos notables. La seva família es va traslladar a Estrasburg després que el seu pare, Friedrich Curtius, va ser nomenat president de l'Església protestant de la Confessió d'Augsburg d'Alsàcia i Lorena, luterana, i Curtius va rebre el seu batxillerat al gymnasium protestant d'Estrasburg. Va viatjar a Europa després, i parlava de manera fluida francès i anglès. A Albert Schweitzer, que va estar relacionat amb la família entre 1906 i 1912, se li atribueix la introducció de Curtius a la literatura francesa moderna; de gran influència també va ser el filòleg romanista Gustav Gröber. Va estudiar filologia i filosofia a la Universitat d'Estrasburg (on es va doctorar el 1910, amb una tesi dirigida per Gröber sobre l'edició dels Quatre livre des reis), a la Universitat Humboldt de Berlín i a la Universitat de Heidelberg. Va escriure la seva Habilitationsschrift (tesi d'habilitació) a Bonn el 1913 sobre Ferdinand Brunetière, tesi que el va consagrar com a crític literari i que està dedicada a Gröber, i va començar a ensenyar allí el 1914. La Primera Guerra Mundial va interrompre el seu treball acadèmic: Curtius va servir a França i a Polònia, i va ser ferit el 1915; les seves ferides eren prou greus perquè fos donat de baixa de l'exèrcit el 1916; va tornar a Bonn per reprendre l'ensenyament.
Va rebre el doctorat honoris causa a La Sorbona el 1954, cosa que el va convertir en el primer alemany a rebre'l després de la guerra. Va morir a Roma, on s'havia retirat en jubilar-se, el 19 d'abril de 1956.

## Obra
Gran part de l'obra de Curtius va ser feta mentre que els nazis eren al poder, i el seu interès pels estudis humanístics generalment és vist com una resposta al totalitarisme del seu temps. Curtius va veure la literatura europea com a part d'una tradició contínua que es va iniciar amb els autors grecs i llatins i va continuar al llarg de l'Edat Mitjana; no va reconèixer una ruptura entre aquestes tradicions, una divisió que separaria períodes històrics entre si i donés un conjunt de literatures nacionals sense connexions amb els altres. Molt interessat en la literatura francesa, al principi de la seva carrera va promoure l'estudi de la literatura en un període en el qual a Alemanya es considerava la literatura de l'enemic, una posició "humanista i heroica" que li va valer les crítiques de la intel·lectualitat nacionalista a Alemanya.
És conegut sobretot pel seu treball de 1948 Europäische Literatur und lateinisches Mittelalter (Literatura europea i Edat Mitjana llatina). Va ser un important estudi de la literatura llatina medieval i el seu efecte en l'escriptura posterior en les llengües europees modernes, i va argumentar que la divisió estàndard "clàssica-medieval-renaixentista-moderna" de la literatura és contraproduent, ja que hi ha una continuïtat entre aquestes literatures, i segon, que "gran part del Renaixement i la literatura europea posterior no pot ser totalment entesa sense un coneixement de la relació de la literatura amb la Retòrica llatina medieval en l'ús de llocs comuns, metàfores, girs, o, per emprar el terme que Curtius prefereix, topoi. El llibre va ser en gran part responsable d'introduir el concepte de "topos literari" com una discussió erudita i crítica de la literatura.

## Publicacions
- Die literarischen Wegbereiter des neuen Frankreich (1919)
- Die französische Kultur (1931)
- Deutscher Geist in Gefahr (1932)
- "Zur Literarästhetik des Mittelalters," Zeitschrift für romanische Philologie 58 (1938).
- Europäische Literatur und lateinisches Mittelalter (1948) (traduït per Margit Frenk a l'espanyol:Literatura europea y edad media latina, Mèxic, Fondo de cultura económica, 1955
- Französischer Geist im 20. Jahrhundert (1952)